# Gare de Chaulnes
Gare de Chaulnes vasútállomás Franciaországban, Chaulnes településen.

## Vasútvonalak
Az állomást az alábbi vasútvonalak érintik:
- Amiens-Laon-vasútvonal
- Saint-Just-en-Chaussée-Dowaai-vasútvonal

## Kapcsolódó állomások
A vasútállomáshoz az alábbi állomások vannak a legközelebb:
- Gare de Rosières
- Gare de Nesle